# Hemitaurichthys zoster
Hemitaurichthys zoster är en fiskart som först beskrevs av Bennett, 1831.  Hemitaurichthys zoster ingår i släktet Hemitaurichthys och familjen Chaetodontidae. IUCN kategoriserar arten globalt som livskraftig. Inga underarter finns listade i Catalogue of Life.